# Ageiton ater
Ageiton ater är en tvåvingeart som beskrevs av Kertesz 1914. Ageiton ater ingår i släktet Ageiton och familjen vapenflugor. Inga underarter finns listade i Catalogue of Life.